# ثيو دي غروت
ثيو دي غروت (بالهولندية: Theo de Groot)‏ (و. 1948 – م) هو ممثل، من مملكة هولندا.

## وصلات خارجية
- ثيو دي غروت على موقع IMDb (الإنجليزية)
- ثيو دي غروت على موقع قاعدة بيانات الفيلم (الإنجليزية)
- ثيو دي غروت على موقع كينوبويسك (الروسية)